# Mest önskade – Live
Mest önskade – Live är ett album från 1999 av det svenska dansbandet Mats Bergmans. Några låtar är på engelska.

## Låtlista
1. Du tror nog jag är blåögd
2. Min famn
3. Just Call me Lonesome
4. Corrine, Corrina (instrumental)
5. Kan man älska nå'n på avstånd
6. Ma-ma Marie
7. Vindarna växlar
8. Schack o matt
9. He'll Have to Go
10. Stuck on You
11. De ensammas promenad
12. Så kan det gå
13. Jag vill dela varje dag med dig
14. Cannibals
15. Vem ska älska dig sen
16. The Phantom of the Opera (instrumental)
17. Om och om igen
18. Young and Beautiful